# Rally Villa de Llanes de 2007
El Rally Villa de Llanes de 2007, oficialmente 31.º Rally Villa de Llanes, fue la trigésimo primera edición y la octava cita de la temporada 2007 del Campeonato de España de Rally. Fue también puntuable para el campeonato de Asturias y el Desafío Peugeot. Se celebró del 21 al 22 de septiembre y contó con un itinerario de nueve tramos que sumaban un total de 161 km cronometrados.

## Itinerario
| Día   | Tramo | Nombre          | Distancia | Hora  | Ganador       | Tiempo    | Líder         |
| ----- | ----- | --------------- | --------- | ----- | ------------- | --------- | ------------- |
| Día 1 | TC1   | Siejo-Puertas   | 23.48 km  | 08:45 | Alberto Hevia | 14:58.8   | Alberto Hevia |
| Día 1 | TC2   | Nueva-Labra     | 19.82 km  | 10:11 | Alberto Hevia | 14:15.1   | Alberto Hevia |
| Día 1 | TC3   | Siejo-Puertas   | 23.48 km  | 11:26 | Alberto Hevia | 14:43.1   | Alberto Hevia |
| Día 1 | TC4   | Nueva-Labra     | 19.82 km  | 12:52 | Alberto Hevia | 13:51.1   | Alberto Hevia |
| Día 1 | TC5   | Siejo-Colombres | 10.42 km  | 14:07 | Cancelado     | Cancelado | Alberto Hevia |
| Día 1 | TC6   | La Tornería     | 11.87 km  | 17:08 | Alberto Hevia | 7:21.9    | Alberto Hevia |
| Día 1 | TC7   | Carmen-Torre    | 20.18 km  | 17:58 | Alberto Hevia | 12:18.1   | Alberto Hevia |
| Día 1 | TC8   | La Tornería     | 11.87 km  | 19:38 | Alberto Hevia | 7:21.4    | Alberto Hevia |
| Día 1 | TC9   | Carmen-Torre    | 20.18 km  | 20:28 | Alberto Hevia | 12:20.9   | Alberto Hevia |

## Clasificación final
| Pos. | Piloto              | Copiloto             | Automóvil                      | Tiempo         | Diferencia |
| ---- | ------------------- | -------------------- | ------------------------------ | -------------- | ---------- |
| 1.   | Alberto Hevia       | Alberto Iglesias Pin | Volkswagen Polo MK4 S2000      | 1:37:10.4      | 0.0        |
| 2.   | Miguel Ángel Fuster | José Vicente Medina  | Fiat Abarth Grande Punto S2000 | 1:39:43.1      | +2:32.7    |
| 3.   | Josep Basols        | Álex Haro            | Mitsubishi Lancer Evo IX       | 1:41:43.0      | +4:32.6    |
| 4.   | Víctor Senra        | David Vázquez Liste  | Mitsubishi Lancer Evo IX       | 1:42:43.8      | +5:33.4    |
| 5.   | Yeray Lemes         | Rogelio Peñate       | Citroën C2 S1600               | 1:42:49.3      | +5:38.9    |
| 6.   | Sergio Pérez        | Pablo Marcos         | Renault Clio S1600             | 1:42:55.4      | +5:45.0    |
| 7.   | Armide Martín       | Germán Bello         | Citroën C2 R2                  | 1:44:53.1      | +7:42.7    |
| 8.   | Eloy Entrecanales   | Borja Odriozola      | Porsche 997 GT3 RS 3.6         | 1:45:13.4 0:50 | +8:03.0    |
| 9.   | Antonio Garrido     | Samuel Folgueral     | Mitsubishi Lancer Evo IX       | 1:47:03.6      | +9:53.2    |
| 10.  | Esteban Vallín      | Fermín Busta         | Peugeot 206 XS                 | 1:47:24.7      | +10:14.3   |